# RTV Noord
RTV Noord is de regionale publieke omroep en rampenzender van de Nederlandse provincie Groningen.

## Geschiedenis
Op 19 oktober 1977 werd de RONO (Regionale Omroep Noord en Oost) in drie regionale omroepen gesplitst: Radio Fryslân (voor Friesland), Radio Noord (voor Groningen en Drenthe) en Radio Oost (voor Gelderland en Overijssel). Op 7 juli 1989 werd voor het gebied van de provincie Drenthe een afsplitsing gemaakt en ontstond Radio Drenthe. Radio Noord werd daarmee een regionale omroep exclusief voor de provincie Groningen.
De naam Radio Noord werd gewijzigd in RTV Noord toen in 1995 de zender ook televisie-uitzendingen ging verzorgen. De eerste televisie-uitzending was op 3 april 1995.
Sinds 1 mei 1998 is RTV Noord te vinden op het internet. Onderdeel van de website is het in 2005 opgestarte Groningen in Beeld, waar gebruikers foto's van plekken in de provincie kunnen plaatsen en bekijken. In 2012 telde het onderdeel 7.500 foto's.
De studio's bevonden zich tot september 2005 in het Prinsenhof aan het Martinikerkhof in de stad Groningen. Van 2005 tot 2025 werden alle uitzendingen gedaan vanuit de studio's in de Mediacentrale, een verbouwde voormalige elektriciteitscentrale (de Centrale Helpman) in het zuidoosten van de stad, die samen met o.a. voetbalstadion de Euroborg deel uitmaakt van Europapark. Sinds 16 juni 2025 is RTV Noord te vinden in het nieuwe onderkomen in bedrijfsverzamelgebouw Meerwold, pal aan het Hoornsemeer in Groningen.

## Radio Noord
De radioafdeling van RTV Noord zendt 24 uur per dag uit op 97.5 MHz. De programmering bevat veel regionaal nieuws maar heeft ook muziekprogramma's en programma's in het Gronings. Tussen 6.00 uur en 18.00 uur zijn er gepresenteerde programma's. In de avond en nacht wordt non-stop muziek gedraaid.
RTV Noord publiceert sinds voorjaar 2014 iedere zaterdag een hitlijst genaamd de Noord 9, een samenstelling van actuele Groninger songs. De nieuwe lijst wordt wekelijks in het radioprogramma Café Martini bekendgemaakt.

## TV Noord
De televisieafdeling van RTV Noord maakte van 1995 tot 2012 iedere dag een uur televisie met daarin ruimte voor een half uur nieuws, sport en achtergronden en daarnaast allerhande programma's in het tweede halfuur zoals Kunstschatten, Vrouger en Cunera op vrijdag. Sinds 2012 is de programmering ingekort tot een half uur. Dit wordt ingevuld door het programma Noord Vandaag. Sinds februari 2013 is na het nieuws en het weer het quizprogramma Klouk te zien.
Sinds januari 2023 is er iedere maandag Noord Scoort te zien, het nieuwe sportprogramma van RTV Noord. Er is wekelijks aandacht voor FC Groningen, Donar en Lycurgus, maar ook voor de 'kelderklasse' en alle andere sporten. Elke week wordt er op pad gegaan met een hoofdrolspeler uit de Groningse sportwereld. Ook zijn er terugkerende rubrieken, zoals het latjetrappen. Het programma wordt gepresenteerd door Niiwino Geertsema.

### Expeditie Grunnen
Een van de populairste televisieprogramma's van RTV Noord is sinds 3 september 2016 Expeditie Grunnen, dat iedere zaterdag en zondag (en soms op feestdagen) wordt uitgezonden. In het programma gaat men met een speciale bus op pad om te kijken waar mensen in de provincie mee bezig zijn. Expeditie Grunnen ontstond in 2016 naar een idee van Rob Mulder. De meest bekende presentatoren zijn Derk Bosscher en Ronald Niemeijer, die soms worden afgewisseld door Leonie Albers of Joyce Kranenborg.
De bus die aanvankelijk voor het programma werd gebruikt, een Volkswagen Transporter T3 uit 1986, groeide onder veel kijkers uit tot een iconisch symbool. In april 2023 werd onder grote belangstelling afscheid genomen van de oude bus en een nieuwe bus (een elektrische Volkswagen ID. Buzz Pro 150 KW) voorgesteld. Het oude busje, dat in bezit bleef van RTV Noord, is sinds eind april 2023 te zien in het Nationaal Bus Museum in Hoogezand.

## Vroegere en huidige medewerkers (selectie)[8]

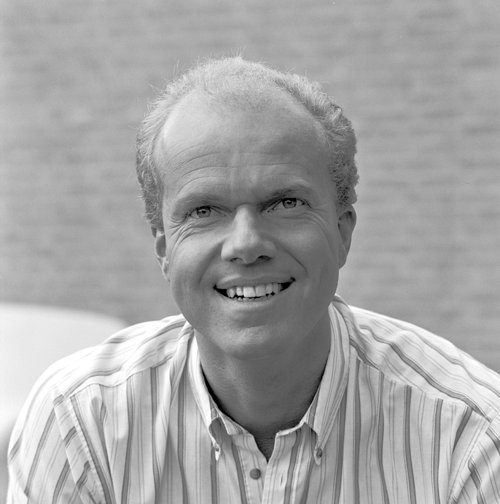
Rob van Dam maakte van 1980 tot 2013 programma's voor de omroep.

- Leonie Albers (presentator, tv-samensteller)
- Jacques d'Ancona (presentator)
- Eric Bats (presentator)
- Jan Beijert (columnist Onze man in de havenstad)
- Jurgen van den Berg (presentator)
- Mischa van den Berg (hoofdredacteur 2010-2021)
- Henk Binnendijk (presentator en verslaggever)
- Henk Bleker (directeur 2009-2010)
- Harma Boer (weervrouw sinds 2011)
- Derk Bosscher (verslaggever en oud-weerman)
- Ellen Bourgonje (presentatrice)
- Swier Broekema (directeur 1979-1985)
- Fop I. Brouwer (presentator en bioloog)
- Rob van Dam (presentator)
- Piet van Dijken (presentator en verslaggever)
- Roel Dijkhuis (hoofdredacteur en directeur)[9]
- Martin Drent (presentator)
- Oetse Eilander (presentator)
- Niiwino Geertsema (presentator, redacteur)
- Engbert Grubben (presentator)
- Bert Haandrikman (presentator)
- Arno van der Heyden (presentator)
- Beno Hofman (programmamaker)
- Alina Kiers (presentator)
- Kirsten Klijnsma (presentator)
- Wiebe Klijnstra (presentator)
- Henk Kok (sportverslaggever)
- Joyce Kranenborg (presentator, redacteur)
- Gio Lippens (sportverslaggever)
- Rob Mulder (verslaggever)
- Ronald Niemeijer (verslaggever)
- Jaap Nienhuis (presentator en oud-weerman)
- Marcel Nieuwenweg (presentator Noord Vandaag, Noord en Ommeland)
- Nina Nomden (hoofdredacteur sinds 2022)
- Karel Oosterhuis (presentator)
- Henk Oostinga (sportverslaggever)
- Edwin Pasveer (presentator)
- Jan Pelleboer (weerman)
- Wim Ramaker (directeur 1985-1989)
- Henk Scholte (presentator)
- Cunera van Selm (presentator en programmamaker)
- Luuk Sijbring (hoofdredacteur sinds 2023)
- Okkie Smit (verslaggever, presentator en programmamaker)
- Frederick Stokker (presentator)
- Gertjan van Stralen (muziekredacteur)
- Katja Swabedissen (presentatrice)
- Alex Vissering (presentator)
- Femke Wolthuis (presentator)
- Martijn Klungel (verslaggever)

## Groninger van het Jaar
Sinds 2004 organiseert RTV Noord de verkiezing van de Groninger van het Jaar.

## Grunny
De Grunny is sinds 2010 een jaarlijkse muziekprijs van RTV Noord die wordt uitgereikt aan een artiest of groep die zich verdienstelijk maakt in de Groninger muziekwereld.
De winnaars van de Grunny zijn: 
- Erwin de Vries (2010)
- Lianne Abeln (2011)
- Jur Eckhardt (2012)
- Bert Hadders (2013)
- Jan Henk de Groot (2014)
- Reinout Douma (2015)
- De Troebadoers (2016)
- Harry Niehof (2017)
- Marlene Bakker (2018)
- Wat Aans! (2019)
- Inge van Calkar (2020)
- Jeroen Russchen (2021)
- Alex Vissering (2022)
- TikTok Tammo (2023)
- Wia Buze (2024)